# Ceratophora aspera
Ceratophora aspera är en ödleart som beskrevs av  Günther 1864. Ceratophora aspera ingår i släktet Ceratophora och familjen agamer. IUCN kategoriserar arten globalt som sårbar. Inga underarter finns listade i Catalogue of Life.